# Zallak
Zallak (arabsky: الزلاق) je město na západním pobřeží Bahrajnu. Zallaq byl spolu s ostrovy Budaiya a Hawár domovem kmenů Al-Dawasir, Al-Zeabi a Al-Gahtam a Al-Seddiqi. Je známé pláží Džazaer (také známá jako Pláž Zallaq). Blízko pláže Džazaer se nachází také Přírodní park Al Areen. Tato oblast je také známá svou blízkostí k Bahrain International Circuit a Zallakským pramenům. Město má mnoho rybářských lodí.